# Fyrsjön, Uppland
Fyrsjön är en sjö i Norrtälje kommun i Uppland och ingår i Norrtäljeåns huvudavrinningsområde. Sjön har en area på 0,161 kvadratkilometer och ligger 19 meter över havet. Sjön avvattnas av vattendraget Malstaån.

## Delavrinningsområde
Fyrsjön ingår i det delavrinningsområde (663413-165843) som SMHI kallar för Vid Q i Län punkt. Medelhöjden är 23 meter över havet och ytan är 18,6 kvadratkilometer. Det finns inga avrinningsområden uppströms utan avrinningsområdet är högsta punkten. Malstaån som avvattnar avrinningsområdet har biflödesordning 2, vilket innebär att vattnet flödar genom totalt 2 vattendrag innan det når havet efter 8,7 kilometer. Avrinningsområdet består mestadels av skog (33 procent), öppen mark (13 procent) och jordbruk (52 procent). Avrinningsområdet har 0,16 kvadratkilometer vattenytor vilket ger det en sjöprocent på 0,9 procent.